# Azophi (cràter)
Azophi és un cràter d'impacte lunar que es troba en les escarpades terres altes del centre-sud de la Lluna. La vora del nord-oest s'uneix al cràter Abenezra, lleugerament més petit. A l'est-sud-est està Sacrobosco, de major grandària i perfil irregular.
L'àmplia vora exterior d'Azophi té una forma lleugerament poligonal, amb cantonades arrodonides. La vora és relativament aguda. Encara que presenta esquerdes, no acusa desgast significatiu i no està afectat per cràters més petits, amb l'excepció d'Azophi C, que es troba en la paret nord-est interior. La plataforma interior manca d'un pic central i només està marcada per uns diminuts cràters.
Deu el seu nom a Abd Al-Rahman Al Sufi astrònom persa del segle x, també conegut pel seu nom occidental: Azophi.

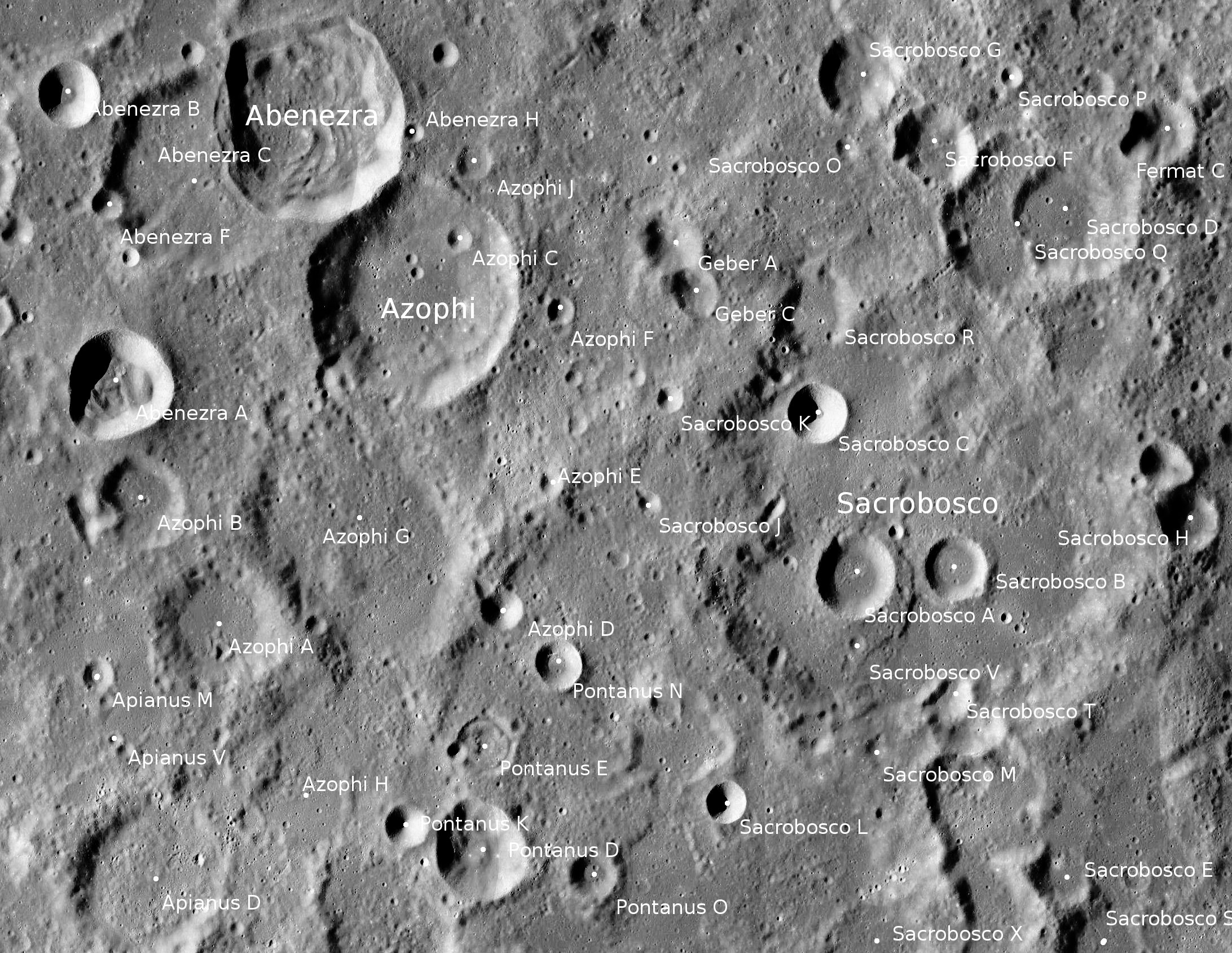
Fotografia de la missió Lunar Reconnaissance Orbiter

## Cràters satèl·lit

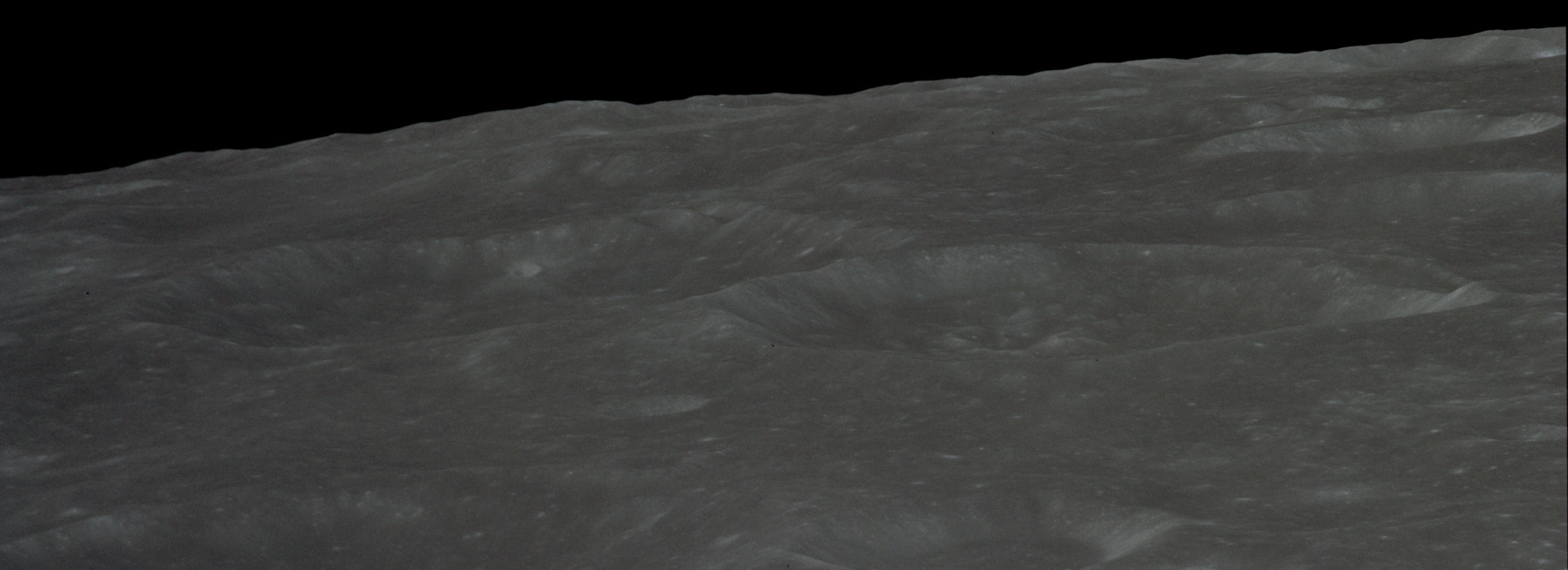
Fotografia de la missió Apol·lo 14

Per convenció aquests elements són identificats en els mapes lunars posant la lletra en el costat del punt central del cràter que està més prop d'Azophi.
|        | \| Azophi \| Coordenades \| Diàmetre \| \| ------ \| ------------------------------------ \| -------- \| \| A \| 24° 24′ S, 11° 12′ E / 24.4°S,11.2°E \| 29 km \| \| B \| 23° 36′ S, 10° 36′ E / 23.6°S,10.6°E \| 19 km \| \| C \| 21° 48′ S, 13° 06′ E / 21.8°S,13.1°E \| 5 km \| \| D \| 24° 18′ S, 13° 24′ E / 24.3°S,13.4°E \| 9 km \| \| E \| 23° 30′ S, 13° 48′ E / 23.5°S,13.8°E \| 5 km \| \| F \| 22° 12′ S, 13° 54′ E / 22.2°S,13.9°E \| 6 km \| \| G \| 23° 54′ S, 12° 18′ E / 23.9°S,12.3°E \| 53 km \| \| H \| 25° 30′ S, 11° 48′ E / 25.5°S,11.8°E \| 21 km \| \| J \| 21° 12′ S, 13° 06′ E / 21.2°S,13.1°E \| 8 km \| |          |
| Azophi | Coordenades | Diàmetre |
| A      | 24° 24′ S, 11° 12′ E / 24.4°S,11.2°E | 29 km    |
| B      | 23° 36′ S, 10° 36′ E / 23.6°S,10.6°E | 19 km    |
| C      | 21° 48′ S, 13° 06′ E / 21.8°S,13.1°E | 5 km     |
| D      | 24° 18′ S, 13° 24′ E / 24.3°S,13.4°E | 9 km     |
| E      | 23° 30′ S, 13° 48′ E / 23.5°S,13.8°E | 5 km     |
| F      | 22° 12′ S, 13° 54′ E / 22.2°S,13.9°E | 6 km     |
| G      | 23° 54′ S, 12° 18′ E / 23.9°S,12.3°E | 53 km    |
| H      | 25° 30′ S, 11° 48′ E / 25.5°S,11.8°E | 21 km    |
| J      | 21° 12′ S, 13° 06′ E / 21.2°S,13.1°E | 8 km     |